# 勃朗峰大桥
勃朗峰大桥（法語：Pont du Mont-Blanc，法語發音：[pɔ̃ dy mɔ̃ blɑ̃]）是瑞士日内瓦的重要桥梁，位于莱芒湖流入罗纳河的位置，也成为莱芒湖尽头的标志。
勃朗峰大桥始建于1862年，材质为铁板，长约250米，宽约16米，由桥墩分成十二段。由于设计和建造缺陷，桥身很快因无法承受重型车辆而严重毁损。到20世纪初，日内瓦市政府组织了一场设计大赛，花费76.618万瑞士法郎对大桥进行了改造。工程从1903年1月5日开始，持续不到一年，在没有完全切断交通的情况下对桥身进行了加宽，以在中间铺设有轨电车轨道。到10月31日，改造工程提前两个月完成。1965年，桥身再次加宽到26.8米，两侧增加了各宽三米的人行道。2001年12月，右岸的第一个桥洞下面，又修建了连接贝尔格河岸和勃朗峰湖岸的钢制人行过道。